# 謝良佐
謝 良佐（しゃ りょうさ、1050年 - 1103年）は、中国北宋時代の儒学者・官僚。字は顕道。上蔡先生と号する。

## 略伝
蔡州上蔡県の出身。程顥、後に程頤に学問を授けられ、游酢・呂大臨・楊時とあわせて程門の四先生と呼ばれる。元豊8年（1085年）に進士となり州県官を歴任し、応城知県となる。建中靖国元年（1101年）に徽宗に召されるがその意に逆らって西京・竹木場の監に左遷される。讒言により獄に下され、官職を解かれた。

## 学問
謝良佐は、知識が該博で記憶力が良く、史書を引用して一字たりとも誤らなかったという。著書として『論語説』が残されている。曾恬や胡安国が記録した『上蔡語録』3巻が広く世に知られ、程顥・程頤から朱熹に到り儒学の発展をあとづけるに欠くことのできない書物である。
その学説は、程顥の影響をもっとも強く継承しており、「心」をもって仁の本体とし、窮理により「心」を開発しようとする。根本的で最大の理法を求めるために「心」を重んじるところから、「知行合一」という徳目に到達した。このことが陸象山の学に継承された。